# بطليموس الثامن ملك مملكة قورينائية
بطليموس الثامن يورجيتيس الثاني تريفون (باليونانية: Πτολεμαῖος Εὐεργέτης Τρύφων)، بطليموس يورغيتس تريفون «بطليموس المستفيد، الفاخر»؛ 184 قبل الميلاد - 28 يونيو 116 قبل الميلاد)، الملقب فيزيكون («الدهنية»)، كان ملك السلالة البطلمية في مصر. كان الابن الأصغر لبطليموس الخامس إبيفانيس وكليوباترا الأولى. تميز عهده بصراع سياسي وعسكري عنيف مع شقيقه الأكبر بطليموس السادس فيلوميتور وشقيقته كليوباترا الثانية. كان بطليموس الثامن في الأصل حاكماً مشاركاً مع أشقائه الأكبر سناً في الفترة التي سبقت الحرب السورية السادسة. في سياق تلك الحرب، تم القبض على بطليموس السادس وأصبح بطليموس الثامن ملك مصر الوحيد. عندما انتهت الحرب وعاد بطليموس السادس إلى العرش عام 168 قبل الميلاد، استمر الشقيقان في الشجار. في عام 164 قبل الميلاد، قام بطليموس الثامن بطرد أخيه وأصبح الملك الوحيد للإمبراطورية البطلمية، لكنه طُرد بدوره في عام 163 قبل الميلاد. نتيجة للتدخل الروماني، مُنح بطليموس الثامن السيطرة على برقة. من هناك حاول مرارًا الاستيلاء على قبرص، التي وعدها بها الرومان أيضًا بعد وفاة بطليموس السادس عام 145 قبل الميلاد، عاد بطليموس الثامن إلى مصر كحاكم مشارك مع أخته. أدت معاملته القاسية للمعارضة وقراره بالزواج من ابنة أخته كليوباترا الثالثة وترقيتها إلى وضع الولي المشترك إلى حرب أهلية من 132 إلى 126 قبل الميلاد، حيث سيطرت كليوباترا الثانية على الإسكندرية وتمتعت بدعم السكان اليونانيين من البلاد، في حين سيطر بطليموس الثامن وكليوباترا الثالث على معظم بقية مصر وبدعم من المصريين الأصليين. خلال هذه الحرب، تمت ترقية المصريين الأصليين إلى أعلى المستويات في الحكومة البطلمية لأول مرة. انتصر بطليموس وحكم جنبًا إلى جنب كليوباترا الثانية وكليوباترا الثالثة حتى وفاته في 116 قبل الميلاد.المصادر اليونانية القديمة في بطليموس الثامن معادية للغاية، وتصفه بأنه قاسي ويستهزئ به على أنه سمين ومتدهور، كجزء من تناقض مع بطليموس السادس، الذي يقدمونه بشكل إيجابي للغاية. يصفه المؤرخ غونتر هوبل بأنه «واحد من أكثر السياسيين وحشية وفي نفس الوقت من أعتى السياسيين في العصر الهلنستي».

## الخلفية والحياة المبكرة
كان بطليموس الابن الأصغر لبطليموس الخامس إبيفانيس، الذي حكم من 204-180 قبل الميلاد. سيطرت الحرب السورية الخامسة (204-198 قبل الميلاد) على حكم بطليموس الخامس، حيث قاتل للإمبراطورية البطلمى ضد الملك السلوقي أنطيوخس الثالث، الذي حكم الشرق الأدنى وآسيا الصغرى. في تلك الحرب، هزم أنطيوخس الثالث تمامًا القوات البطلمية، وضم كويل - سوريا ويهودا إلى إمبراطوريته. تم ترسيخ الوضع الجديد من خلال معاهدة سلام، تزوج فيها بطليموس الخامس من ابنة أنطيوخس كليوباترا الأولى في عام 194 قبل الميلاد. كان بطليموس السادس فيلوميتور الابن الأكبر للزوجين، المولود عام 186 قبل الميلاد، وكان وريث العرش منذ الولادة. التاريخ الدقيق لولادة بطليموس الثامن غير معروف، ولكن ربما كان حوالي 184 قبل الميلاد. كان لديه أيضًا أخت كبيرة، كليوباترا الثانية، التي ولدت على الأرجح بين 186 و 184 قبل الميلاد.ألقت الهزيمة في الحرب السورية الخامسة بظلالها على بقية عهد بطليموس الخامس. تحدى أحد الفصائل البارزة داخل المحكمة البطلمية للعودة إلى الحرب من أجل استعادة الهيبة المصرية، بينما قاوم فصيل آخر النفقات التي ينطوي عليها إعادة بناء للإمبراطورية وإعادة بنائه. عندما توفي بطليموس الخامس بشكل غير متوقع في سبتمبر 180 قبل الميلاد، عن عمر يناهز 30 عامًا، خلفه بطليموس السادس. منذ أن كان الملك الجديد يبلغ من العمر ست سنوات فقط، استقرت السلطة الفعلية مع الحكام - أولاً كليوباترا الأولى (180-178 / 7 قبل الميلاد) إيولايوس وليناوس (178 / 7-170 قبل الميلاد). ارتبط هؤلاء الحكام ارتباطًا وثيقًا بالفصيل السلمي، ونتيجة لذلك، يبدو أن أعضاء فصيل هوك قد بدأوا ينظرون إلى الشاب بطليموس الثامن باعتباره شخصية محتملة لحركتهم.

## العهد الأول (170-163ق.م) والحرب السورية السادسة (170-168 ق.م)
المقال الرئيسي الحرب السورية السادسة
قُتل الملك السلوقي سلوقس الرابع، الذي اتبع سياسة سلمية بشكل عام، في 175 قبل الميلاد وبعد شهرين من الصراع، حصل شقيقه أنطيوخس الرابع إبيفانيس على العرش  وقد مكنت الحالة غير المستقرة من صقور المحاربين في المحكمة البطلمية، وبذل إيولايوس وليناوس جهودًا للتوفيق بينهما. بحلول عام 172 قبل الميلاد، يبدو أنهم اعتنقوا موقف صقور الحرب. في أكتوبر 170 قبل الميلاد، تمت ترقية بطليموس الثامن، وهو الآن حوالي ستة عشر عامًا، إلى مرتبة الولي المشارك وأدرج في عبادة الأسرة البطلمية كواحد من (المعبودين البطالمة) جنبًا إلى جنب مع شقيقه بطليموس السادس وأخته، التي كانت الآن متزوج من بطليموس السادس. تم إعلان العام الحالي العام الأول لعصر جديد  يجادل جون غرينغر بأن هذه الاحتفالات كانت تهدف إلى تغطية الاختلافات الطائفية التي تطورت في المحكمة وتعزيز الوحدة في الفترة التي سبقت الحرب. ظل بطليموس السادس الملك الأول، كما ظهر لاحقًا في عام 170 قبل الميلاد من خلال إعلان بلوغ سن الرشد لبطليموس السادس والاحتفال بعيد ميلاده، بمناسبة النهاية الرسمية لحكومة الوصاية. في الممارسة العملية، ومع ذلك، ظل الوصيان إيولايوس وليناوس مسؤولين عن الحكومة اندلعت الحرب السورية السادسة بعد ذلك بوقت قصير، ربما في أوائل عام 169 قبل الميلاد. ربما بقي بطليموس الثامن في الإسكندرية، بينما انطلق الجيش البطلمى من حصن بيلوسيوم الحدودي لغزو فلسطين. تم اعتراض الجيش البطلمى ووالقضاء عليه من قبل جيش أنطيوخس الرابع في سيناء. انسحب الجيش المهزوم إلى دلتا النيل، بينما استولى أنطيوخس على البيلوسيوم ثم انتقل إلى الدلتا.نتيجة لهذه الهزيمة، تم خلع الوصيان إيولايوس وليناوس مسؤولين عن الحكومة من خلال انقلاب عسكري واستبدالهما بجنرالين من البطالمة البارزين، كومانوس وسينياس. مع تقدم أنطيوخس في الإسكندرية، خرج بطليموس السادس لمقابلته. تفاوضوا على اتفاقية صداقة، والتي في الواقع حوّلت مصر إلى دولة عميلة سلوقية  عندما وصلت أنباء الاتفاق إلى الإسكندرية، قام سكان المدينة بأعمال شغب. رفض كومانوس وسينياس الاتفاق، ورفضوا سلطة بطليموس السادس وأعلنوا بطليموس الثامن الملك الوحيد (ظل موقف كليوباترا الثانية دون تغيير استجاب أنطيوخس بوضع الإسكندرية تحت الحصار، لكنه لم يتمكن من الاستيلاء على المدينة وانسحب من مصر في سبتمبر 169 قبل الميلاد، مع اقتراب فصل الشتاء، تاركًا بطليموس السادس ملكًا لدميته في ممفيس والاحتفاظ بحامية في بيلوسيوم. في غضون شهرين، تصالح بطليموس الثامن وكليوباترا الثانية مع بطليموس السادس وعاد إلى الإسكندرية الوصي المشارك. رفضت الحكومة المستعادة الاتفاق الذي عقده بطليموس السادس مع أنطيوخس وبدأت في تجنيد قوات جديدة من اليونان. ردا على ذلك، في ربيع 168 قبل الميلاد، غزا أنطيوخس مصر للمرة الثانية. رسميا، تم تبرير هذا الغزو من خلال الادعاء بأن بطليموس الثامن قد استولى بشكل غير عادل على سلطة شقيقه الأكبر. احتل أنطيوخس بسرعة ممفيس وتوج ملكًا على مصر وتقدَّم في الإسكندرية. ومع ذلك، فإن البطالمة قد ناشدوا روما المساعدة خلال فصل الشتاء وواجهت سفارة رومانية بقيادة جايوس بوبيليوس ليناس أنطيوخس في بلدة إليوسيس وأجبرته على الموافقة على تسوية، مما أدى إلى إنهاء الحرب.

## من الحكم المشترك إلى الحكم الوحيد (168-163 قبل الميلاد)
بطليموس السادس فيلومتورالفرعون المصري (اللوفر)
في البداية، استمرت الحكم المشترك للأخوين وكليوباترا الثانية، التي أقيمت خلال الحرب. لكن الفشل التام للقوات المصرية في الحرب السورية السادسة ترك هيبة الملكية البطلمية تضاءل بشكل خطير وتسبب في خلاف دائم بين بطليموس السادس وبطليموس الثامن. وفي عام 165 قبل الميلاد، حاول ديونيسيوس بيتوسارابيس، وهو كاتب بارز يبدو أنه من أصل مصري، الاستفادة من الصراع بين الإخوة من أجل السيطرة على الحكومة. وأخبر أهل الإسكندرية أن بطليموس السادس حاول حمله على اغتيال بطليموس الثامن وحاول حشد غوغاء لدعمه. تمكن بطليموس السادس من إقناع بطليموس الثامن بأن الاتهامات كانت غير صحيحة وظهر الأخوان معًا في الملعب علانية، ونزع فتيل الأزمة. فر ديونيسيوس من المدينة وأقنع بعض الوحدات العسكرية بالتمرد. ووقع قتال عنيف في الفيوم خلال العام التالي عام 164 قبل الميلاد. هذا وثورة أخرى وتسرعة الأحدث في سلسلة من التمردات التي حاولت الإطاحة بالبطالمة وإعادة تأسيس الحكم المصري الأصلي. نجح بطليموس السادس في قمع التمرد بعد حصار مرير في بانوبوليس. وفي وقت متأخر من عام 164 قبل الميلاد  ربما لم يمض وقت طويل بعد عودة بطليموس السادس من الجنوب، بطليموس الثامن، الذي كان يبلغ من العمر الآن حوالي عشرين عامًا، طرد بطليموس السادس وكليوباترا الثانية بطريقة ما من السلطة. هرب بطليموس السادس إلى روما ثم قبرص. لكن المسار الدقيق للأحداث غير معروف، لكن ديودوروس سيكولوس أفاد بأن المحرض على الطرد كان يدعى تيموثيوس، الذي أصبح بعد ذلك الوزير المسيطر. لبطليموس الثامن يفترض انه يحمل لقب (`` المحسّن '')، الذي استدعى سلفه بطليموس الثالث وميزه عن بطليموس السادس وكليوباترا الثانية اللذان يحملان لقب فيلوميتور. يقال أن بطليموس الثامن تصرف بطريقة استبدادية، واستخدم وزيره تيموثيوس للتعذيب والإعدام التعسفي للقضاء على أعدائه. في صيف 163 قبل الميلاد، قام أهل الإسكندرية بأعمال شغب ضد بطليموس الثامن وطردوه بدوره واستدعاء بطليموس السادس.

## ملك على قورينائية برقة (163-145 قبل الميلاد)
عند عودته إلى السلطة، أقنع الرومان بطليموس السادس بمنح بطليموس الثامن السيطرة على برقة. غادر بطليموس الثامن متوجهاً إلى قورينائية، لكنه لم يكن راضياً. في أواخر 163 أو أوائل 162 قبل الميلاد، ذهب إلى روما لطلب المساعدة. كان مجلس الشيوخ مقتنعا بأن التقسيم كان غير عادل، معلنا أن بطليموس الثامن يجب أن يستقبل قبرص أيضا. يعتقد المؤرخ القديم بوليبيوس أن مجلس الشيوخ اتخذ هذا القرار بهدف واعي بإضعاف القوة البطلمية. تم إرسال توركواتوس وميرولا كمبعوثين لإجبار بطليموس السادس على التنازل عن هذا. من روما، ذهب بطليموس الثامن إلى اليونان حيث قام بتجنيد جنود استعدادًا لرحلة استيلاء على قبرص بالقوة. كان قد أبحر إلى رودس مع هذا الأسطول عندما واجه توركواتوس وميرولا، اللذين أقناعه بتفريغ قواته والعودة إلى سيرين. (شحات حاليا) ذهب إلى الحدود بين مصر وليبيا، منتظرا بقوة 1000 مرتزقة كريتية في بلدة صغيرة غرب بارايتونيوم لنتائج المفاوضات الرومانية مع بطليموس السادس. كان بطليموس الثامن ينتظر هناك لمدة أربعين يومًا عندما أثار بطليموس سيميتسيس، الحاكم الذي تركه بطليموس الثامن مسؤولًا عن سيرين في غيابه، ثورة فجأة. سار بطليموس لقمع الثورة وهزم في المعركة. استعاد السيطرة على سيرينا أو قورينا بحلول نهاية عام 162 قبل الميلاد، ولكن من غير المعروف ما إذا كان قد حقق ذلك عن طريق التفاوض أو العمل العسكري. ومع ذلك، عندما وصل توركواتوس وميرولا إلى الإسكندرية، نجح بطليموس السادس في تأجيلهما حتى سمع عن الثورة، وعندها رفض مطالبهم. كان عليهم العودة إلى روما دون تحقيق هدفهم. في الشتاء 162/61 قبل الميلاد، استجاب مجلس الشيوخ الروماني لهذا من خلال قطع العلاقات مع بطليموس السادس ومنح بطليموس الثامن الإذن باستخدام القوة للسيطرة على قبرص، لكنهم لم يقدموا له أي دعم ملموس. أطلق حملة عسكرية إلى قبرص في 161 قبل الميلاد. استمرت هذه الحملة لمدة تصل إلى عام، قبل أن تجبره المقاومة القبرصية الشرسة على التخلي عن المؤسسة. في عام 156 أو 155 قبل الميلاد، واجه بطليموس الثامن محاولة اغتيال فاشلة نسبها إلى أخيه الأكبر. ذهب بطليموس الثامن إلى روما وعرض الندوب التي تلقاها في محاولة لمجلس الشيوخ. نتيجة للسفارة، وافق مجلس الشيوخ الروماني على إرسال سفارة ثانية في 154 قبل الميلاد، بقيادة توركواتوس وميرولا، مع حرس الشرف للقوات، من أجل فرض نقل قبرص إلى سيطرة بطليموس الثامن. بطليموس الثامن محاصر من قبل شقيقه الأكبر فيلابيثوس وتم القبض عليه. تم إقناع بطليموس الثامن بالانسحاب من قبرص، مقابل استمرار حيازة مملكة قورينائية، ودفع سنوي للحبوب، ووعد بالزواج من إحدى بنات بطليموس السادس (ربما كليوباترا ثيا) بمجرد بلوغها سن الرشد.

## العلاقات مع روما
طوال فترة وجوده كملك على مملكة قورينائية، حافظ بطليموس الثامن على علاقات وثيقة للغاية مع روما. من 162 قبل الميلاد، كان صديقًا رسميًا وسوسيوس (صديق وحليف) للجمهورية الرومانية. خلال فترة وجوده في روما قيل أنه التقى بكورنيليا أفريكانا. في عام 152 قبل الميلاد، بعد وفاة زوجها، تيبيريوس سيمبرونيوس جراكوس، زُعم أن بطليموس الثامن طلبت يدها في الزواج، وهو ما رفضته. كان هذا اللقاء شائعًا في الفن الكلاسيكي الجديد، ولكن من غير المحتمل أن يحدث بالفعل. حتى لو كانت غير صحيحة، فقد تعكس القصة روابط وثيقة بين بطليموس الثامن وجنتني كورنيليا وسمبرونيا. على النقيض من ذلك، يبدو أن بطليموس السادس قد حافظ على العلاقات مع كاتو الأكبر. سجل نقش 155 ق.م، الذي تم وضعه في أعقاب محاولة الاغتيال يسجل وصية بطليموس الثامن، التي ترك فيها برقة لروما إذا مات بلا أطفال. هذا العمل لم يذكره أي مصدر أدبي ولكنه يتناسب مع الترابط الوثيق للغاية بين بطليموس الثامن والرومان الذي يشهد عليه المصادر الأدبية. إن الوصايا المماثلة معروفة من الملوك المعاصرين الآخرين ، ولا سيما أتالوس الثالث. غالبًا ما استخدمهم الملوك كمحاولة لحماية أنفسهم من الاغتيال أو الانقلاب. إرادة بطليموس الثامن ستكون أقرب مثال على هذه الممارسة  ومع ذلك يبدو بأن نقش بطليموس هو في الواقع تزوير أنتجه الرومان بعد أن سيطروا على مملكة قورينائية في 96 قبل الميلاد.

## مشهد والبناء
بصفته ملك مملكة قورينائية (برقة حاليا)، حاول بطليموس الثامن عرض الفضيلة الملكية الهلنستية للترف (الترف). كان الكهنوت الرئيسي في سيرينا هو موقف كاهن أبولو. تولى بطليموس هذا المنصب وأدى واجباته ، وخاصة استضافة الأعياد ، بسخاء شديد. كما شارك في مشروع بناء واسع النطاق في المدينة. يبدو أن قبرًا كبيرًا غرب بطليموس كان يقصد به أن يكون مكانه الأخير.

## الحكم الثاني (145-132 قبل الميلاد)
توفي بطليموس السادس في حملة في سوريا عام 145 قبل الميلاد. يبدو أن بطليموس السادس كان ينوي أن يخلفه ابنه البالغ من العمر سبع سنوات ، ويسمى أيضًا بطليموس ، ولكن بعد ثلاثة أسابيع ، دعا الإسكندرانيون بطليموس الثامن إلى العودة من سيرينا، وتولي العرش والزواج من أخته الكبرى كليوباترا الثانية. تم دمج الزوجين الملكيين في عبادة (الأسرة الحاكمة) - كليوباترا بعد أن كانت في السابق واحدة مع بطليموس السادس. أُعلن بطليموس فرعونًا في ممفيس عام 144 أو 143 قبل الميلاد ، حيث ولد طفل الزوجين الأول والوحيد ، بطليموس ممفيس عند عودته إلى الإسكندرية عام 145 قبل الميلاد ، ورد أن بطليموس الثامن أطلق عملية تطهير لأولئك الذين عارضوه ودعموا بطليموس السادس. تم وصف هذا التطهير بشكل واضح في المصادر الأدبية ، على الرغم من أنه من الصعب في بعض الأحيان تحديد ما إذا كانت الحكايات المحددة تنتمي إلى هذا الحدث أو استعادته لاحقًا للإسكندرية في 126 قبل الميلاد. أفاد جاستن أن بطليموس سمح لجنوده بالهجوم في شوارع الإسكندرية، وقتلوا بشكل عشوائي ، حتى «ترك بمفرده مع جنوده في مدينة كبيرة ، ووجد نفسه ملكًا ، ليس من الرجال ، ولكن من المنازل الفارغة». يقول فاليريوس ماكسيموس أنه عندما لجأ شباب الإسكندرية إلى ملاعب الألعاب الرياضية ، أضرم بطليموس النار في المبنى. من المحتمل أنه في هذه الفترة اكتسب بطليموس عددًا من الألقاب  كان انضمام بطليموس علامة على نهاية الوجود البطلمى في بحر ايجه. في غضون أشهر من انضمامه ، قام بسحب جميع القوات من إيتانوس ، ثيرا ، وميثانا مدن اغريقيه ، آخر القواعد البطلمية المتبقية في بحر إيجة. كانت الإمبراطورية البطلمية مقتصرة الآن على مصر وقبرص وبرقة. ربما كان بطليموس الثامن قد قتل أيضا الابن الصغير لبطليموس السادس وكليوباترا الثانية ، الذي كان يسمى أيضا بطليموس ، قتل. وفقا لجوستين ، قام بطليموس الثامن بالعمل الشخصي ، في ليلة زفافه إلى كليوباترا في 145 قبل الميلاد ، وتوفي الصبي بين ذراعي والدته. أدلة وثائقية من البرديات يشير إلى أنه في الواقع ، تم الحفاظ على الصبي في البداية وريثًا ولم تتم إزالته إلا بعد ولادة بطليموس ممفيس. بحلول أواخر عام 140 قبل الميلاد ، تم ترقية بطليموس ممفيس إلى الوصي المشارك. وفي حوالي عام 140 قبل الميلاد ، تزوج بطليموس الثامن ابنة أخته كليوباترا الثالثة (ابنة بطليموس السادس وكليوباترا الثانية) وجعلها حاكمة مشاركة ، دون طلاق أخته الكبرى كليوباترا الثانية. وفقا لليفى ، فقد بدأ بطليموس الثامن علاقة معها بعد فترة وجيزة من انضمامه الذي أصبح الآن رسميًا. جادل دانييل أوجدن بأن الزواج ربما لم يكن مخططًا له منذ البداية ، ولكن تم اتخاذ إجراء لمنعها من الزواج من شخص آخر قد يستخدم هذا الزواج من أجل المطالبة بالعرش. ومع ذلك ، أدى الترتيب الجديد إلى صراع مع كليوباترا الثانية.على ما يبدو ردا على هذا الزواج الجديد وبدعم من كليوباترا الثانية، شرع ضابط بطليموس سابق يدعى غالايستس بالثورة. كان غالايستس مسؤولًا موثوقًا به في عهد بطليموس السادس لكنه أُجبر على النفي عام 145 قبل الميلاد. في اليونان ، جمع جيشًا من المنفيين البطالمة الآخرين ، ثم أعلن أن لديه ابنًا صغيرًا لبطليموس السادس في رعايته وتوج هذا الصبي كملك. ثم غزا غالايستس مصر ، بقصد وضع هذا الطفل على العرش. كاد مرتزقة بطليموس الثامن ، الذين تأخروا عن دفع أجرهم ، أنشقوا عن التمرد ، لكن قائدهم ، هيراكس ، منع هذا من خلال دفع أجورهم من أمواله الخاصة. وبحلول عام 139 قبل الميلاد ، هُزم غالايستس وأصدر بطليموس مرسوما يؤكد حقوق وامتيازات الكهنوت المصري ، حيث مثل نفسه كليوباترا الثانية وكليوباترا الثالثة كحكم متناغم معًا. وفي نفس العام ، استقبل بطليموس الثامن سفارة رومانية ، والتي كانت تهدف إلى تحقيق تسوية سلمية لجميع الشؤون في شرق البحر الأبيض المتوسط. تؤكد المصادر القديمة على التحية الفخمة التي تلقاها الرومان ، في الغالب من أجل مقارنتها مع السلوك الصارم للرومان.

## الحرب الأهلية (132-126 قبل الميلاد)
في أواخر عام 132 قبل الميلاد ، اندلع الصراع بين الأشقاء الملكيين أخيرًا في حرب مفتوحة ، مع بطليموس الثامن وكليوباترا الثالثة على جانب واحد يعارض كليوباترا الثانية من جهة أخرى. في البداية ، احتفظ بطليموس بالسيطرة على الإسكندرية ، ولكن في أواخر 131 قبل الميلاد قام سكان الإسكندرية بأعمال شغب لصالح كليوباترا الثانية وأضرموا النار في القصر الملكي. هرب بطليموس الثامن ، وكليوباترا الثالثة ، وأطفالهم إلى قبرص. وفي الوقت نفسه ، توجت كليوباترا الثانية بنفسها كملكة وحيدة - وهي المرة الأولى التي قامت فيها امرأة بطلمية بذلك - وافترضت لقب (المحبة للأم ، المخلص)، والتي عملت على ربطها بزوجها المتوفى بطليموس السادس ومؤسس الدولة بطليموس الأول سوتر على الرغم من أن الإسكندرية قد انحازت إلى كليوباترا الثانية وكانت تميل إلى الدعم من قبل اليونانيين واليهود في جميع أنحاء البلاد ، كان بطليموس الثامن وكليوباترا الثالث أكثر شعبية بين السكان المصريين الأصليين. واصلت معظم مصر الاعتراف بطليموس الثامن كملك. في جنوب البلاد عاد بطليموس الثامن وكليوباترا الثالث من قبرص إلى مصر في بداية عام 130 قبل الميلاد. بحلول الربيع ، وتم وضع الإسكندرية تحت الحصار ولكن لم يكن بطليموس الثامن وكليوباترا الثالثة قادرين على الاستيلاء عليها. حافظت كليوباترا الثانية أيضًا على معاقلها في جميع أنحاء البلاد - كان هارمونثيس في طيبة لا يزال تحت سيطرتها في أكتوبر 130 قبل الميلاد. كانت كليوباترا الثانية قد خططت لاستدعاء ابنها بطليموس ممفيس ، الذي كان يبلغ من العمر اثني عشر عامًا ويقيم في سيرينا، إلى الإسكندرية ونال لقب الملك. تمكن بطليموس الثامن من الإمساك بالصبي عام 130 قبل الميلاد ، وقتله ، وإرسال القطع المقطعة إلى كليوباترا الثانية في عيد ميلادها. ناشد كلا الطرفين روما ، لكن مجلس الشيوخ لم يتدخل في النزاع تزايد اليأس ، في عام 129 قبل الميلاد عرضت كليوباترا الثانية عرش مصر للملك السلوقي ديمتريوس الثاني نيكاتور. لقد عاد لتوه إلى السلطة في اللامبراطوريه السلوقي بعد سنوات في أسر بارثي وكان زوج كليوباترا ثيا (ابنة كليوباترا الثانية وبطليموس السادس). تبعا لذلك ، أطلق ديمتريوس الثاني غزوًا لمصر في 128 قبل الميلاد ، لكن قواته كانت لا تزال في الصحراء الشرقية ، محاصرة حصن بيلوسيوم الحدودي ، عندما وصلت أنباء تفيد بأن كليوباترا ثيا قد نصبت ابنهم ، أنطيوخس الثامن ملكًا لسوريا. تمردت القوات السلوقية وتم اضطر ديميتريوس الثاني للعودة إلى سوريا. من أجل منع ديمتريوس من العودة بمجرد تعامله مع هذه الثورات ، وافق بطليموس الثامن على طلب تلقته من مجموعة من المتمردين في سوريا ، الذين طلبوا منه أن يرسل إليهم متظاهر ملكي لقيادتهم. اختار بطليموس ألكسندر الثاني زابيناس، الذي قدمه على أنه ابن ملك سلوقي سابق ، ألكسندر الأول بالاس (ص 152 - 145 قبل الميلاد). استمر الصراع الناتج في العالم السلوقي لسنوات ، وكان يعني أن التدخل السلوقي في معارضة بطليموس الثامن لم يعد ممكنًا. في عام 127 قبل الميلاد ، أخذت كليوباترا الثانية خزنتها وهربت من الإسكندرية إلى بلاط ديميتريوس الثاني. في غيابها ، استعاد بطليموس الثامن أخيرًا الإسكندرية في 126 قبل الميلاد. رافق هذا الاستعادة تطهير دموي لمؤيدي كليوباترا الثانية. من الصعب معرفة ما إذا كانت الحكايات المختلفة التي تسجل الذبح الدموي الذي ترأسه بطليموس الثامن تنتمي إلى هذا الحدث أو إلى التطهير السابق عام 145 قبل الميلاد.

## الحكم الثالث (126-116 قبل الميلاد)
بعد ذلك ، بدأ بطليموس مفاوضات للتصالح مع كليوباترا الثانية والامبراطورية السلوقية. في عام 124 قبل الميلاد ، تخلى بطليموس الثامن عن دعمه لألكسندر الثاني زابيناس ووافق على دعم ابن ديميتريوس الثاني وخليفته ، أنطيوخس الثامن فيلوميتور بدلاً من ذلك. ختم الاتفاق بإرسال ابنته الثانية من قبل كليوباترا الثالثة، تريفينا ، للزواج من الملك السلوقي. عادت كليوباترا الثانية إلى مصر من البلاط السلوقي وتم الاعتراف بها مرة أخرى على أنها مشاركة مع بطليموس الثامن وكليوباترا الثالثة. ظهرت معهم في وثائق البردي من يوليو 124 قبل الميلاد وما بعدها. كانت مصالحة بطليموس الثامن وكليوباترا الثالثة مع كليوباترا الثانية مع ذلك عملية طويلة. ولتعزيز مصالحتهم واستعادة السلام والازدهار لمصر ، أصدر الثلاثي الملكي مرسوم العفو في أبريل 118 قبل الميلاد ، والذي بقي في عدد من نسخ البردي أصدر هذا المرسوم عفواً عن جميع الجرائم غير القتل وسرقة المعبد التي ارتكبت قبل 118 قبل الميلاد ، وشجع اللاجئين على العودة إلى ديارهم واستعادة ممتلكاتهم ، والتنازل عن جميع الضرائب المتأخرة ، ومنح الأراضي المؤكدة المقدمة للجنود خلال الحرب الأهلية ، وتأكيد حيازة أراضي المعبد وامتيازات الضرائب ، وأوعز إلى مسؤولي الضرائب باستخدام الأوزان والمقاييس الموحدة لألم الموت. بالإضافة إلى ذلك ، حدد المرسوم اختصاص المحاكم في المنازعات القانونية بين المصريين واليونانيين. من الآن فصاعدًا ، سيتم تحديد ذلك من خلال اللغة التي كتبت بها الوثائق في قلب النزاع القانوني: سيحسم (قضاة المال) النزاعات على المستندات اليونانية ، بينما سيحل (القضاة الشعبيون) النزاعات حول المصري مستندات. لم يعد يُسمح للكرماتيستاي بسحب المصريين إلى محاكمهم ، كما كان يحدث سابقًا.

## التجارة في المحيط الهندي
لطالما احتفظ البطالمة بشبكة من المحطات التجارية في جميع أنحاء البحر الأحمر، مما مكنهم من الحصول على الذهب والعاج والفيلة من القرن الأفريقي. في السنوات الأخيرة من حكم بطليموس الثامن اكتشف هؤلاء البحارة أن الانعكاس السنوي لتيار الرياح الموسمية الهندي جعل من الممكن عبور المحيط الهندي عن طريق البحر في الصيف ثم العودة في فصل الشتاء. كان أول يوناني يقوم بهذه الرحلة هو (يدرس )، الذي ورد أنه سافر إلى الهند في 118 قبل الميلاد ومرة أخرى في 116 قبل الميلاد. فتح هذا الاكتشاف إمكانية التجارة البحرية المباشرة مع الهند. في السابق ، كانت التجارة بين منطقة البحر الأبيض المتوسط والهند تعتمد على الوسطاء - البحارة من المراكز العربية في خليج عدن والخليج العربي ومن ثم قوافل الصحراء بقيادة الأنباط لنقل البضائع عبر الصحراء العربية إلى ساحل البحر الأبيض المتوسط. بدأ البحارة من مصر البطلمية من الآن فصاعدًا في القيام برحلة كاملة بأنفسهم. يمثل هذا بداية تجارة المحيط الهندي ، والتي ستصبح جزءًا رئيسيًا من النظام الاقتصادي العالمي الأوراسي الذي عمل من القرن الأول قبل الميلاد حتى القرن الرابع الميلادي.

## الوفاة
توفي بطليموس الثامن في 28 يونيو 116 ق. وقد خلفه ابنه الأكبر الباقي ، بطليموس التاسع، إلى جانب كليوباترا الثانية وكليوباترا الثالثة. أفاد جاستن أنه ترك العرش إلى كليوباترا الثالثة وأيًا كان أبناؤها الذين فضلتهم. على الرغم من أنها تفضل ابنها الأصغر ، بطليموس العاشر، إلا أن سكان الإسكندرية أجبروها على اختيار بطليموس التاسع. ربما يكون هذا الحساب كاذبًا ، تم اختراعه بعد أن أطاح بطليموس العاشر بطليموس التاسع.
| بطليموس الثامن ملك مملكة قورينائية سلالة البطالمة توفي: 116 ق.م |                                      |                    |
| منصب                                                            |                                      |                    |
| سبقه ديمتريوس                                                   | ملك مملكة قورينائية 163 ق.م– 116 ق.م | تبعه بطليموس أبيون |